# Louise Bédard
Pour les articles homonymes, voir Bédard.
Louise Bédard, née le 26 mai 1955 à Drummondville au Québec, est une chorégraphe et interprète québécoise qui œuvre en danse contemporaine.

## Biographie
Louise Bédard fait des études de danse auprès du Groupe Nouvelle Aire notamment. Elle devient l'interprète de chorégraphes tels que Jean-Pierre Perreault, Paul-André Fortier, Ginette Laurin, Jeanne Renaud, Sylvain Émard. Elle obtient le Prix Jacqueline-Lemieux en 1983 pour sa contribution à la discipline.
Elle fonde en 1990 sa propre compagnie, Louise Bédard Danse, installée à Montréal. Elle est aussi cofondatrice de Circuit-Est centre chorégraphique (1987), espace de soutien à la recherche et à la création en danse contemporaine en résidence en 2008 dans l'édifice Jean-Pierre Perreault, redonnant à cet espace la vocation qui avait été souhaité et imaginé par ce chorégraphe décédé en 2002.
Perspectives possibles et Braise blanche (1990) sont parmi ses premières productions. Puis, vient le quatuor d’hommes Les Métamorphoses clandestines (1992) suivi de Vierge noire (1993) un quintette de femmes. Le sextuor Dans les fougères foulées du regard (1995), clos le triptyque et lui permet de remporter en 1996 le Prix d'Auteur des 5e Rencontres chorégraphiques internationales de Seine-Saint-Denis (Bagnolet, France). La même année, la chorégraphe se produit en solo dans Cartes postales de Chimère où elle reçoit également pour cette pièce et pour Dans les fougères foulées du regard le Prix national Jean A. Chalmers de danse. Ce prix vient souligner sa contribution à la créativité et à l'interprétation dans le domaine de la danse au Canada. En 1999, Louise Bédard boucle la décennie avec Urbania Box, je n'imagine rien.
En 2000, Louise Bédard et Sylvain Émard produisent le duo intime Te souvient-il ?, qui est représenté dans plus de cinquante lieux et qui reçoit l'éloge de la critique[réf. nécessaire]. Inspirée par les femmes créatrices de culture étrangère, elle réalise sous le vocable Itinéraires multiples, le duo Elles (2002), Ce qu’il en reste (2005) et Enfin vous zestes (2007). En 2005, elle est la finaliste en danse pour le Grand Prix du Conseil des Arts de Montréal. De 2006 à 2010, elle est professeure invitée au département de danse de l'Université du Québec à Montréal.
Dès 2011, Louise Bédard amorce un nouveau cycle qu’elle intitule « Série Solos » qui fait l’objet jusqu’en 2015 d’une trentaine de performances dans des espaces publics à Montréal, au Québec et en France. Sur cette lancée, elle crée J'y suis (2013) pour quatre danseurs – croisement entre l’expérience in situ et la forme scénique traditionnelle. 
En 2014-2015, Alors, on crée ?, un projet d'ateliers de création pour femmes conçu par la compagnie Louise Bédard Danse en partenariat avec Circuit-Est, centre chorégraphique, reçoit la 3e mention au Prix de l'action culturelle de la Ville de Montréal 2015. 
À l'occasion de son 25e anniversaire, la compagnie Louise Bédard Danse renoue avec la forme du solo avec Cartes postales de Chimère reprise-passation. La pièce est présentée à l’Agora de la danse en février 2015.
En 2016, Louise Bédard et sa compagnie se trouvent à nouveau finalistes en danse à l'occasion du 31e Grand Prix du Conseil des arts de Montréal. L'organisme mentionne « la contribution artistique constamment renouvelée de sa directrice au paysage artistique montréalais, dont le cycle Série Solos et la reprise de Cartes postales de Chimère, une œuvre phare de son répertoire qu’elle confiait à deux interprètes (Isabelle Poirier et Lucie Vigneault) de la nouvelle génération, qui en ont illustré toute la richesse ». La même année, Louise Bédard présente La Démarquise, un quintet singulier de femmes faisant entre autres écho aux regards et au discours que la société porte sur l’âge.
En novembre 2018, Louise Bédard reçoit le Prix de la danse de Montréal dans la catégorie interprète, présenté par le Regroupement québécois de la danse et la Caisse Desjardins de la culture. Son interprétation d'un solo chorégraphié par Catherine Gaudet dans la pièce Tout ce qui va revient, présentée au Théâtre La Chapelle au printemps 2018, lui vaut cette récompense.
Depuis le début de sa carrière, Louise Bédard a signé depuis une trentaine de pièces ainsi qu’une quinzaine de commandes pour différents groupes et artistes indépendants. Elle est aussi sollicitée comme interprète et figure dans une douzaine de films, notamment ceux de Mario Côté, de Jean Tessier et pour Jeanne Renaud. Elle s'implique régulièrement dans diverses activités de médiation culturelle et éducatives et entretient des échanges durables avec les publics et la communauté.

## Démarche artistique
Le travail chorégraphique de Louise Bédard est fortement imprégné par son passé d'interprète. Le travail gestuel et la dimension humaine des danseurs occupent toujours une large place dans ses œuvres. Son langage chorégraphique dépeint avec poésie, humour et ironie la complexité et la fragilité des êtres.
La chorégraphie de Bédard se confond avec son style d'interprétation, à la fois méticuleux et infiniment subtil. Chaque geste est clairement défini à partir du sursaut d'un muscle de la joue jusqu'au fléchissement du bout du doigt. L'éclairage et les décors sont construits avec le même soin que ses mouvements. Ces œuvres multidimensionnelles, faisant preuve à la fois de délicatesse et d'intelligence, ont un effet poignant sur le spectateur. 
Elle a souvent puisé également son inspiration auprès d'autres artistes, particulièrement des femmes. Sous le vocable itinéraire multiple, qu'elle nomme cycle de création, elle a notamment regroupé les œuvres Elles (2002), Ce qu'il en reste (2005) et Enfin vous zestes (2008) et La Démarquise (2016). Ces pièces se sont tour à tour inspirées du travail de la photographe italo-mexicaine Tina Modotti, de la collagiste allemande Hannah Höch, de la peintre canadienne Marianna Gartner et de l'artiste plasticienne d'origine portugaise, Paula Rego. À travers ces œuvres d'artistes visuelles, elle se laisse d'abord toucher par la condition humaine qui y est illustrée, puis procède à une transposition du langage propre à chaque médium (photographie, collage, peinture) vers celui de la danse et de la chorégraphie.

## Inscription au patrimoine de la danse
Le 21 septembre 2016, la Fondation Jean-Pierre Perreault (FJPP) a lancé la plateforme numérique EC2_Espaces chorégraphiques 2, un nouvel espace virtuel pour la danse québécoise comprenant une collection numérique unique de boîtes chorégraphiques, une médiathèque et un espace Dialogues ouvert aux enjeux inhérents à la transmission de la danse contemporaine et actuelle québécoise.
Il s’agit de s’ouvrir pour garder vivantes les mémoires de la danse, mais aussi de créer un espace de réflexion annonce Lise Gagnon, directrice générale de la Fondation Jean-Pierre Perreault lors d'une entrevue dans Le Devoir.
Le solo de Louise, Cartes postales de Chimère, (création 1996 - reprise-passation 2015) a fait l’objet d'une boîte chorégraphique rassemblant l'ensemble de la documentation qui a mené à la création de l’œuvre.

## Œuvres chorégraphiques

### Solos
- 1989 : M'A
- 1990 :  Braise Blanche
- 1990 : Quelque part
- 1991 : Dix stations
- 1992 : Manngärd
- 1995 : Elle ne se montre qu'aux siens
- 1996 : Cartes postales de Chimère
- 1997 : Créature
- 1999 : Cascando
- 1999 : Tragédie miniature
- 2003 : La Femme ovale, créé à l'Agora de la danse, Montréal
- 2005 : Ex-Libris, créé au Théâtre La Chapelle, Montréal
- 2011-2015 : Série Solos
- 2015 : Cartes postales de Chimère – reprise/passation
- 2017 : La Robe de bois

### Duos
- 1989 : Lapse
- 1989 : À l'ombre
- 1992 : Salon des regards perdus
- 2000 : Te souvient-il?, créé au Théâtre La Chapelle, Montréal
- 2002 : Elles, créé au Théâtre La Chapelle, Montréal
- 2004 : Vivement dimanche
- 2018 : Les Mains froissées

### Ensembles
- 1989 : F...électricité (trio)
- 1990 : Rive cour, rive jardin (quatuor)
- 1991 : Les Métamorphoses clandestines (quatuor)
- 1993 : Vierge Noire (quintette), créé au Théâtre La Chapelle, Montréal
- 1994 : Promenade avec Walser (sextuor)
- 1995 : Dans les fougères foulées du regard (sextuor), créé à l'Agora de la danse, Montréal
- 1997 : Esquisse à quatre mains pour quelques gestes inattendus (trio)
- 1999 : Urbania Box, je n'imagine rien (sextuor), créé à l'Agora de la danse, Montréal
- 2000 : Tanka (trio)
- 2005 : Seven Ways to Tell Time (trio)
- 2005 : Ce qu'il en reste (sextuor), créé à l'Usine C, Montréal
- 2007 : Ces silences parmi les autres, commande du Département de danse de l'Université du Québec à Montréal
- 2008 : Enfin vous zestes (sextuor), créé à l'Usine C, Montréal
- 2010 : Curieux les uns des autres, commande du Département de danse de l'Université du Québec à Montréal
- 2011 : Série solos (quatuor)
- 2013 : J'y suis (quatuor)
- 2016 : La Démarquise (quintet)
- 2017 : VU - Vibrations Urbaines (quatuor)
- 2019 : Appeler l'instant où le paysage apparait (8 danseurs) créé au Pays-Basque espagnol grâce à Danztaz et le Conseil des Arts et des Lettres du Québec
- 2020 : Promesses

## Prix et distinctions
- 1983 : Prix Jacqueline-Lemieux[1]
- 1996 : Prix d'Auteur des 5e Rencontres chorégraphiques internationales de Seine-Saint-Denis[1]
- 1997 : Prix national Jean A. Chalmers de danse[1]
- 2005 : Finaliste en danse – Grand Prix du Conseil des Arts de Montréal
- 2016 : Finaliste en danse – Grand Prix du Conseil des Arts de Montréal
- 2018 : Prix de la danse de Montréal – catégorie interprète